# Lógica matemática
La lógica matemática, también llamada lógica simbólica, lógica teorética, lógica formal o logística, es el estudio formal y simbólico de la lógica, y su aplicación a algunas áreas de la matemática y la ciencia. Comprende la aplicación de las técnicas de la lógica formal a la construcción y el desarrollo de las matemáticas y el razonamiento matemático, y conversamente la aplicación de técnicas matemáticas a la representación y el análisis de la lógica formal. La investigación en lógica matemática ha jugado un papel crucial en el estudio de los fundamentos de las matemáticas.
La lógica matemática estudia la inferencia mediante la construcción de sistemas formales como la lógica proposicional, la lógica de primer orden o la lógica modal. Estos sistemas capturan las características esenciales de las inferencias válidas en los lenguajes naturales, pero al ser estructuras formales susceptibles de análisis matemático, permiten realizar demostraciones rigurosas sobre ellas.
La lógica matemática se suele dividir en cuatro áreas: teoría de modelos, teoría de la demostración, teoría de conjuntos y teoría de la computabilidad. La teoría de la demostración y la teoría de modelos fueron el fundamento de la lógica matemática. La teoría de conjuntos se originó en el estudio del infinito por Georg Cantor y ha sido la fuente de muchos de los temas más desafiantes e importantes de la lógica matemática, desde el teorema de Cantor, el axioma de elección y la cuestión de la independencia de la hipótesis del continuo, al debate moderno sobre grandes axiomas cardinales. La lógica matemática tiene estrechas conexiones con las ciencias de la computación. La teoría de la computabilidad captura la idea de la computación en términos lógicos y aritméticos. Sus logros más clásicos son la indecidibilidad del Entscheidungsproblem de Alan Turing y su presentación de la tesis de Church-Turing. Hoy en día, la teoría de la computabilidad se ocupa principalmente del problema más refinado de las clases de complejidad (¿cuándo es un problema eficientemente solucionable?) y de la clasificación de los grados de insolubilidad.
La lógica matemática también estudia las definiciones de nociones y objetos matemáticos básicos como conjuntos, números, demostraciones y algoritmos. La lógica matemática estudia las reglas de deducción formales, las capacidades expresivas de los diferentes lenguajes formales y las propiedades metalógicas de los mismos.
En un nivel elemental, la lógica proporciona reglas y técnicas para determinar si es o no válido un argumento dado dentro de un determinado sistema formal. En un nivel avanzado, la lógica matemática se ocupa de la posibilidad de axiomatizar las teorías matemáticas, de clasificar su capacidad expresiva, y desarrollar métodos computacionales útiles en sistemas formales. La teoría de la demostración y la matemática inversa son dos de los razonamientos más recientes de la lógica matemática abstracta. Debe señalarse que la lógica matemática se ocupa de sistemas formales que pueden no ser equivalentes en todos sus aspectos, por lo que la lógica matemática no es un método para descubrir verdades del mundo físico real, sino solo una fuente posible de modelos lógicos aplicables a teorías científicas, muy especialmente a la matemática convencional.
Por otra parte, la lógica matemática no estudia el concepto de razonamiento humano general o el proceso creativo de construcción de demostraciones matemáticas mediante argumentos rigurosos pero con lenguaje informal con algunos signos o diagramas, sino solo de demostraciones y razonamientos que se pueden formalizar por completo.

## Áreas
La Mathematics Subject Classification divide la lógica matemática en las siguientes áreas:
- Filosófica y crítica
- Lógica general (que incluye campos como la lógica modal y la lógica borrosa)
- Teoría de modelos
- Teoría de la computabilidad
- Teoría de conjuntos
- Teoría de la demostración y matemática constructiva algebraica
- Modelos no estándar

En algunos casos hay conjunción de intereses con la informática teórica, pues muchos pioneros de la informática, como Alan Turing, fueron matemáticos y lógicos. Así, el estudio de la semántica de los lenguajes de programación procede de la teoría de modelos, así como también la verificación de programas y el caso particular de la técnica del model checking. También el isomorfismo de Churry-Howard entre pruebas y programas se corresponde con la teoría de pruebas, donde la lógica intuicionista y la lógica lineal son especialmente significativas.
Algunos sistemas formales como el cálculo lambda y la lógica combinatoria entre otras han devenido en auténticos lenguajes de programación, creando nuevos paradigmas como son la programación funcional y la programación lógica.

## Sistemas formales
Un sistema formal o sistema lógico es un sistema abstracto compuesto por un lenguaje formal, axiomas, reglas de inferencia y a veces una semántica formal, que se utiliza para deducir o demostrar teoremas y dar una definición rigurosa del concepto de demostración. Un sistema formal es una formalización rigurosa y completa del concepto de sistema axiomático, los cuales se pueden expresar en lenguaje formal o en lenguaje natural formalizado. Al crear un sistema formal se pretende capturar y abstraer la esencia de determinadas características del mundo real, en un modelo conceptual expresado en un determinado lenguaje formal. Algunos de los sistemas formales más conocidos son la lógica proposicional, la lógica de primer orden y la lógica modal.
En la teoría de la demostración, las demostraciones formales se pueden expresar en el lenguaje de los sistemas formales, consistentes en axiomas y reglas de inferencia. Los teoremas pueden ser obtenidos por medio de demostraciones formales. Este punto de vista de las matemáticas ha sido denominado formalista; aunque en muchas ocasiones este término conlleva una acepción peyorativa. En ese sentido, David Hilbert creó la metamatemática para estudiar los sistemas formales, entendiendo que el lenguaje utilizado para ello, denominado metalenguaje era distinto del lenguaje del sistema formal que se pretendía estudiar, al que se llama lenguaje objeto.
Un sistema así es la reducción de un lenguaje formalizado a meros símbolos, lenguaje formalizado y simbolizado sin contenido material alguno; un lenguaje reducido a mera forma que se expresa mediante fórmulas que reflejan las relaciones sintácticas entre los símbolos y las reglas de formación y transformación que permiten construir las fórmulas del sistema y pasar de una fórmula a otra.
Una teoría axiomática es un conjunto de fórmulas en un determinado lenguaje formal y todas las fórmulas deducibles de dichas expresiones mediante las reglas de inferencia posibles en dicho sistema formal. El objetivo de las teorías axiomáticas es construir sistemas formales que representen las características esenciales de ramas enteras de las matemáticas. Si se selecciona un conjunto más amplio o menos amplio de axiomas el conjunto de teoremas deducibles cambian. El interés de la teoría de modelos es que en un modelo en que satisfagan los axiomas de determinada teoría también se satisfacen los teoremas deducibles de dicha teoría. Es decir, si un teorema es deducible en una cierta teoría, entonces ese teorema es universalmente válido en todos los modelos que satisfacen los axiomas. Esto es interesante porque en principio la clase de modelos que satisface una cierta teoría es difícil de conocer, ya que las teorías matemáticas interesantes en general admiten toda clase infinita de modelos no isomorfos, por lo que su clasificación en general resulta difícilmente abordable si no existe un sistema formal y un conjunto de axiomas que caracterice los diferentes tipos de modelos.
En el siglo XX, Hilbert y otros sostuvieron que la matemática es un sistema formal. Pero en 1931, Kurt Gödel demostró que ningún sistema formal con suficiente poder expresivo para capturar la aritmética de Peano puede ser a la vez consistente y completo. El teorema de la incompletitud de Gödel, junto con la demostración de Alonzo Church de que la matemática tampoco es decidible, terminó con el programa de Hilbert. Sin embargo,  a pesar de sus limitaciones, el enfoque sigue siendo ampliamente usado, básicamente porque no se ha encontrado ninguna alternativa mejor al enfoque formalista de Hilbert y la pretensión de trabajar en el seno de teorías matemáticas explícitamente axiomatizadas, aun con sus limitaciones.

## Teoría de modelos
En matemática, teoría de modelos es el estudio de (clases de) estructuras matemáticas tales como grupos, cuerpos, grafos, o incluso universos de teoría de conjuntos, en relación con las teorías axiomáticas y la lógica matemática. La teoría de modelos permite atribuir una interpretación semántica a las expresiones puramente formales de los lenguajes formales. Además permite estudiar en sí mismos los conjuntos de axiomas, su completitud, consistencia, independencia mutua, y permiten introducir un importante número de cuestiones metalógicas.

Al mismo tiempo los lenguajes en los que se ha estructurado la noción de verdad y de los que habla la teoría de modelos son, por lo general, sistemas matemáticos. Las «cosas» representadas en dichos lenguajes son también sistemas matemáticos. Por esto, la teoría de modelos es una teoría semántica que pone en relación unos sistemas matemáticos con otros sistemas matemáticos. Dicha teoría nos proporciona algunas pistas con respecto a aquella semántica que pone en relación los lenguajes naturales con la realidad. Sin embargo, ha de tenerse siempre presente que no hay ningún sustituto matemático para los problemas genuinamente filosóficos. Y el problema de la verdad es un problema netamente filosófico.
Padilla Gálvez, Jesús Padilla Gálvez (2007). Verdad y demostración. Plaza y Valdés. p. 229. ISBN 9788496780194. OCLC 427520428. Consultado el 28 de febrero de 2019.

## Teoría de la computabilidad
La teoría de la computabilidad o teoría de la recursión es la parte de la computación que estudia los problemas de decisión que se pueden resolver con un algoritmo o equivalentemente con una máquina de Turing. Las preguntas fundamentales de la teoría de la computabilidad son:
- ¿Qué problemas puede resolver una máquina de Turing?
- ¿Qué otros formalismos equivalen a las máquinas de Turing?
- ¿Qué problemas requieren máquinas más poderosas?
- ¿Qué problemas requieren máquinas menos poderosas?

## Teoría de conjuntos
La teoría de conjuntos es una rama de la lógica matemática que estudia las propiedades y relaciones de los conjuntos: colecciones abstractas de objetos, consideradas como objetos en sí mismas. Los conjuntos y sus operaciones más elementales son una herramienta básica que permite formular de cualquier otra teoría matemática.
La teoría de los conjuntos es lo suficientemente flexible y general como para construir el resto de objetos y estructuras de interés en matemáticas: números, funciones, figuras geométricas, etc; gracias a las herramientas de la lógica, permite estudiar los fundamentos. 
Además, la propia teoría de conjuntos es objeto de estudio per se, no solo como herramienta auxiliar, en particular las propiedades y relaciones de los  conjuntos infinitos. En esta disciplina es habitual que se presenten casos de propiedades indemostrables o contradictorias, como la hipótesis del continuo o la existencia de algún cardinal inaccesible. Por esta razón, sus razonamientos y técnicas se apoyan en gran medida en la lógica matemática.
El desarrollo histórico de la teoría de conjuntos se atribuye a Georg Cantor, que comenzó a investigar cuestiones conjuntistas (puras) del infinito en la segunda mitad del siglo XIX, precedido por algunas ideas de Bernhard Bolzano e influido por Richard Dedekind. El descubrimiento de las paradojas de la teoría cantoriana de conjuntos, formalizada por Gottlob Frege, propició los trabajos de Bertrand Russell, Ernst Zermelo y Abraham Fraenkel.

## Historia
El uso más temprano de matemáticas y de geometría en relación con la lógica y la filosofía se remonta a los griegos antiguos tales como Euclides, Platón, y Aristóteles. Muchos otros filósofos antiguos y medievales aplicaron ideas y métodos matemáticos a sus afirmaciones filosóficas.
En el siglo XVIII se hicieron algunos intentos de tratar las operaciones lógicas formales de una manera simbólica por parte de algunos filósofos matemáticos como Lambert, pero su labor permaneció desconocida y aislada. También por parte de Leibniz  que desarrolló la idea de un calculus ratiocinator, un sistema de reglas para simplificar oraciones compuestas.

### SigloXIX
A partir de la segunda mitad del siglo XIX, la lógica sería revolucionada profundamente. En 1847, George Boole publicó un breve tratado titulado El análisis matemático de la lógica, y en 1854 otro más importante titulado Las leyes del pensamiento. La idea de Boole fue construir a la lógica como un cálculo en el que los valores de verdad se representan mediante el F (falsedad) y la V (verdad), y a los que se les aplican operaciones matemáticas como la suma y la multiplicación.
En el último tercio del siglo XIX la lógica va a encontrar su transformación más profunda de la mano de las investigaciones matemáticas y lógicas, junto con el desarrollo de la investigación de las estructuras profundas del lenguaje, la lingüística, convirtiéndose definitivamente en una ciencia formal. Es una ciencia formal, ya que estudia las ideas y constituye una herramienta conceptual para todas las otras ciencias y áreas del conocimiento. y forma parte de un conjunto sistemático de conocimientos racionales y coherentes, que se ocupan del estudio de los procesos lógicos y matemáticos,
Al mismo tiempo, Augustus De Morgan publica en 1847 su obra Lógica formal, donde introduce las leyes de De Morgan e intenta generalizar la noción de silogismo. Otro importante contribuyente inglés fue John Venn, quien en 1881 publicó su libro Lógica Simbólica, donde introdujo los famosos diagramas de Venn.
Charles Sanders Peirce y Ernst Schröder también hicieron importantes contribuciones.
Sin embargo, la verdadera revolución de la lógica vino de la mano de Gottlob Frege, quien frecuentemente es considerado como el lógico más importante de la historia, junto con Aristóteles. En su trabajo de 1879, la Conceptografía, Frege ofrece por primera vez un sistema completo de lógica de predicados y cálculo proposicional. También desarrolla la idea de un lenguaje formal y define la noción de prueba. Estas ideas constituyeron una base teórica fundamental para el desarrollo de las computadoras y las ciencias de la computación, entre otras cosas. Pese a esto, los contemporáneos de Frege pasaron por alto sus contribuciones, probablemente a causa de la complicada notación que desarrolló el autor. En 1893 y 1903, Frege publica en dos volúmenes Las leyes de la aritmética, donde intenta deducir toda la matemática a partir de la lógica, en lo que se conoce como el proyecto logicista. Su sistema y su aplicación a la teoría de conjuntos, sin embargo, contenía una contradicción (la paradoja de Russell).
Lógica matemática fue el nombre dado por Giuseppe Peano para esta disciplina. En esencia, es la lógica de Aristóteles, pero desde el punto de vista de una nueva notación, más abstracta, tomada del álgebra.

### SigloXX
En el siglo XX hubo uno de los enormes desarrollos en lógica. A partir del siglo XX, la lógica pasó a estudiarse por su interés intrínseco, y no solo por sus virtudes como propedéutica, por lo que se estudió a niveles mucho más abstractos.
En 1910, Bertrand Russell y Alfred North Whitehead publican Principia mathematica, un trabajo monumental en el que logran gran parte de la matemática a partir de la lógica, evitando caer en las paradojas en las que cayó Frege. Se suponía que las teorías matemáticas eran tautologías lógicas, y el programa debía mostrar esto por medio de una reducción de la matemática a la lógica. Los autores reconocen el mérito de Frege en el prefacio. En contraste con el trabajo de Frege, Principia mathematica tuvo un éxito rotundo, y llegó a considerarse uno de los trabajos de no ficción más importantes e influyentes de todo el siglo XX. Principia mathematica utiliza una notación inspirada en la de Giuseppe Peano, parte de la cual todavía es muy utilizada hoy en día.
En 1912 C. I. Lewis publica Conditionals and the Algebra of Logic, justo después de los Principia Mathematica de Russell y Whitehead. En 1918 publica A Survey of Symbolic Logic en donde propone un nuevo condicional más adecuado para recoger el significado de la expresión «si... entonces» del lenguaje natural. Lewis lo llama implicación estricta. El nuevo condicional requiere, para ser verdadero, una relación más fuerte entre el antecedente y el consecuente que el condicional clásico.
En 1920 David Hilbert propuso de forma explícita un proyecto de investigación (en metamatemática, como se llamó entonces) que acabó siendo conocido como programa de Hilbert. Quería que la matemática fuese formulada sobre unas bases sólidas y completamente lógicas. El proyecto fue refutado por los teoremas de incompletitud de Gödel. Tanto la declaración del programa de Hilbert como su refutación por Gödel dependían de su trabajo estableciendo el segundo ámbito de la lógica matemática, la aplicación de las matemáticas a la lógica en la forma de la teoría de la demostración. A pesar de la naturaleza negativa de los teoremas de la incompletitud, el teorema de la complejidad de Gödel, un resultado en la teoría de modelos y otra aplicación de las matemáticas a la lógica, puede ser entendido como una demostración del logismo cercano: toda teoría matemática rigurosamente definida puede ser capturada exactamente por una teoría de primer orden. El cálculo de la prueba de Frege es suficiente para describir toda la matemática, aunque no sea equivalente a ella.
El origen de los modelos abstractos de computación se encuadra en los años 1930 (antes de que existieran los ordenadores modernos), en el trabajo de los lógicos Alonzo Church, Kurt Gödel, Stephen Kleene, Emil Leon Post, Haskell Curry y Alan Turing. Estos trabajos iniciales han tenido una profunda influencia, tanto en el desarrollo teórico como en abundantes aspectos de la práctica de la computación; previendo incluso la existencia de ordenadores de propósito general, la posibilidad de interpretar programas, la dualidad entre software y hardware, y la representación de lenguajes por estructuras formales basados en reglas de producción.
La deducción natural fue introducida por Gerhard Gentzen en su trabajo Investigaciones sobre la inferencia lógica (Untersuchungen über das logische Schliessen), publicado en 1934-1935.
En los años 1940 Alfred Tarski comenzó a desarrollar junto a sus discípulos el álgebra relacional, en la que pueden expresarse tanto la teoría axiomática de conjuntos como la aritmética de Peano. También desarrolló junto a sus discípulos las álgebras cilíndricas, que son a la lógica de primer orden lo que el álgebra booleana a la lógica proposicional. En 1941 publicó en inglés uno de los manuales de lógica más acreditados, Introduction to Logic and to the Methodology of Deductive Sciences.
Noam Chomsky en 1956 propone una clasificación jerárquica de distintos tipos de gramáticas formales que generan lenguajes formales llamada jerarquía de Chomsky.
Si bien a la luz de los sistemas contemporáneos la lógica aristotélica puede parecer equivocada e incompleta, Jan Łukasiewicz mostró que, a pesar de sus grandes dificultades, la lógica aristotélica era consistente, si bien había que interpretarse como lógica de clases, lo cual no es pequeña modificación. Por ello la silogística prácticamente no tiene uso actualmente.
Además de la lógica proposicional y la lógica de predicados, el siglo XX vio el desarrollo de muchos otros sistemas formales; entre los que destacan las muchas lógicas modales.